# Collagna
Collagna is een municipio en voormalige gemeente in de Italiaanse provincie Reggio Emilia (regio Emilia-Romagna) en telt 1004 inwoners (31-12-2004). De oppervlakte bedraagt 67,0 km², de bevolkingsdichtheid is 15 inwoners per km². Collagna fuseerde op 1 januari 2016 met Busana, Ligonchio en Ramiseto om de fusiegemeente Ventasso te vormen.
De volgende frazioni maken deel uit van Collagna: Acquabona, Cerreto Alpi, Cerreto Laghi, Oratorio, Ponte Barone, Porali, Valbona, Vallisnera.

## Demografie
Collagna telt ongeveer 543 huishoudens. Het aantal inwoners daalde in de periode 1991-2001 met 9,6% volgens cijfers uit de tienjaarlijkse volkstellingen van ISTAT.
| Jaar | Inwoneraantal |
| ---- | ------------- |
| 1991 | 1112          |
| 2001 | 1005          |

## Geografie
Collagna grenst aan de volgende gemeenten: Comano (MS), Fivizzano (MS), Ligonchio en Sillano (LU) en de municipi Busana, Ligonchio en Ramiseto van Ventasso.

Municipi van Ventasso:
Ramiseto
Busana
Collagna
Ligonchio

- Gemeinsame Normdatei: 4770656-9
- Virtual International Authority File: 244757262